# Kolonisering av de yttre planeterna
De yttre planeterna har föreslagits som ett möjligt mål för mänsklig kolonisation. Detta ligger dock inte inom en snar framtid. Det finns flera anledningar till att människan inte åker dit: vi vet ännu för lite om planeterna trots att Voyager 2 år 1986 passerade Uranus och år 1989 Neptunus. Pluto kommer först 2015 att passeras av rymdsonden New Horizons. Pluto ligger väldigt långt bort och det skulle ta tid om vi inte uppfinner snabbare framdrivningssystem. Vi har inget att hämta upp från dessa planeter för alla dess råvaror finns på planeter närmare oss. Månar runt Saturnus, Uranus, Neptunus kan också bli koloniserade. Jupiter har däremot både för hög gravitation och flykthastighet. Även Jupiters höga strålningsvärden skulle orsaka katastrofala olyckor.

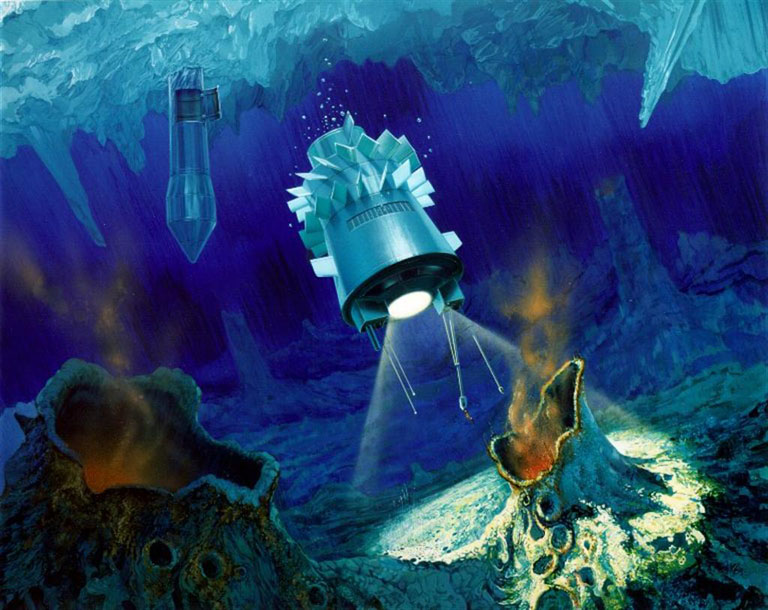
Framtidsvision av hur ett hav på Jupitermånen Europa utforskas av en liten robot. I verkligheten är förstås underjordiska hav - såväl på Europa som Pluto - så gott som helt mörka.

## Uranus
Eftersom Uranus har den minsta flykthastigheten bland gasjättarna, har man föreslagit att Uranus kan vara gruvplats för helium-3. Om någon av de robotiska aktiviteterna skulle behöva översyn av människor skulle en av Uranus månar kunna användas som bas. Ett alternativ är att placera ett par flytande städer i dess atmosfär. 

## Neptunus
Neptunus och dess satelliter skulle också kunna bli koloniserade, men dessa är betydligt längre ifrån solen än Uranus. Neptunus har även starkare gravitation än Uranus. Dess satelliter, speciellt Triton kan också bli koloniserad.